# Lethocerus angustipes
Lethocerus angustipes är en insektsart som först beskrevs av Mayr 1871.  Lethocerus angustipes ingår i släktet Lethocerus och familjen Belostomatidae. Inga underarter finns listade i Catalogue of Life.